# Léonie La Fontaine
Pour les articles homonymes, voir Léonie et La Fontaine.
Léonie La Fontaine, née le 2 octobre 1857 à Bruxelles et morte le 26 janvier 1949, est une féministe et pacifiste belge. Engagée sur la scène internationale, elle consacre sa vie à ces deux combats à travers la Ligue belge du droit des femmes, le Conseil national des femmes belges puis la Ligue internationale des femmes pour la paix et la liberté. Au sein du Mundaneum, elle appuie les thèses du féminisme à travers la création de l’Office central de documentation féminine en 1909. Pour la Ligue belge du droit des femmes, elle organise à son domicile une bibliothèque pour faciliter l’orientation des filles dans leurs choix professionnels.

## Biographie

### Origine et famille
Léonie La Fontaine est née à Bruxelles le 2 octobre 1857, dans une famille bourgeoise, libérale et progressiste. Sa mère, Louise Philips, est une femme cultivée qui anime à son domicile un salon de discussion et qui a influencé son cheminement intellectuel. Son père est un des fondateurs de l'Association pour l'enseignement professionnel pour femmes. Lors du décès de sa mère en 1899, la revue de la Ligue belge du droit des femmes lui rend hommage.
Son frère aîné, l'homme politique féministe et pacifique Henri La Fontaine, prix Nobel de la paix en 1913, a partagé ses combats et vécu à ses côtés jusqu'au décès de leur mère en 1899.

### Le Mundaneum
Elle participe à l'Office international de bibliographie, qui deviendra le Mundaneum dès sa création par Paul Otlet et est à l'origine d'une bibliographie féminine belge qui réunit 977 titres publiés par des femmes entre 1830 et 1897. Elle met ensuite en place l'Office central de documentation féminine.

### Vie militante

#### «L'affaire Popelin» et la création de la Ligue belge du droit des femmes
En 1888, Marie Popelin, qui vient d'obtenir un doctorat en droit et souhaite s'inscrire à l'ordre des avocats, se voit refuser l'accès au barreau par les juridictions belges, en raison de son genre. Alors que Marie Popelin est âgée de 42 ans, célibataire et sans enfants, le procureur général Van Schoor déclare que « les exigences et sujétions de la maternité, l’éducation que la femme doit à ses enfants, la direction de son ménage et du foyer confiés à ses soins, la placent dans des conditions peu conciliables avec les devoirs de la profession d’avocat et ne lui donnent ni les loisirs, ni la force, ni les aptitudes nécessaires aux luttes et aux fatigues du barreau »,. Ce refus soulève l'opinion belge progressiste.
Avec Louis Frank, spécialisé dans la question du droit des femmes, et Marie Popelin, Léonie La Fontaine crée en 1892 la Ligue belge du droit des femmes, avec pour objectif d'étendre les droits des femmes en Belgique par l'organisation de conférences et la rédaction d'une revue.
Au sein de la Ligue belge du droit des femmes, Léonie La Fontaine est chargée des œuvres de bienfaisance. L'émancipation des femmes passant par l'indépendance et l'intégration dans le monde du travail, elle écrit aux employeurs pour les inciter à engager des femmes. Elle parvient à mettre sur pied une caisse de retraite pour les domestiques.

#### Parti général de femmes belges

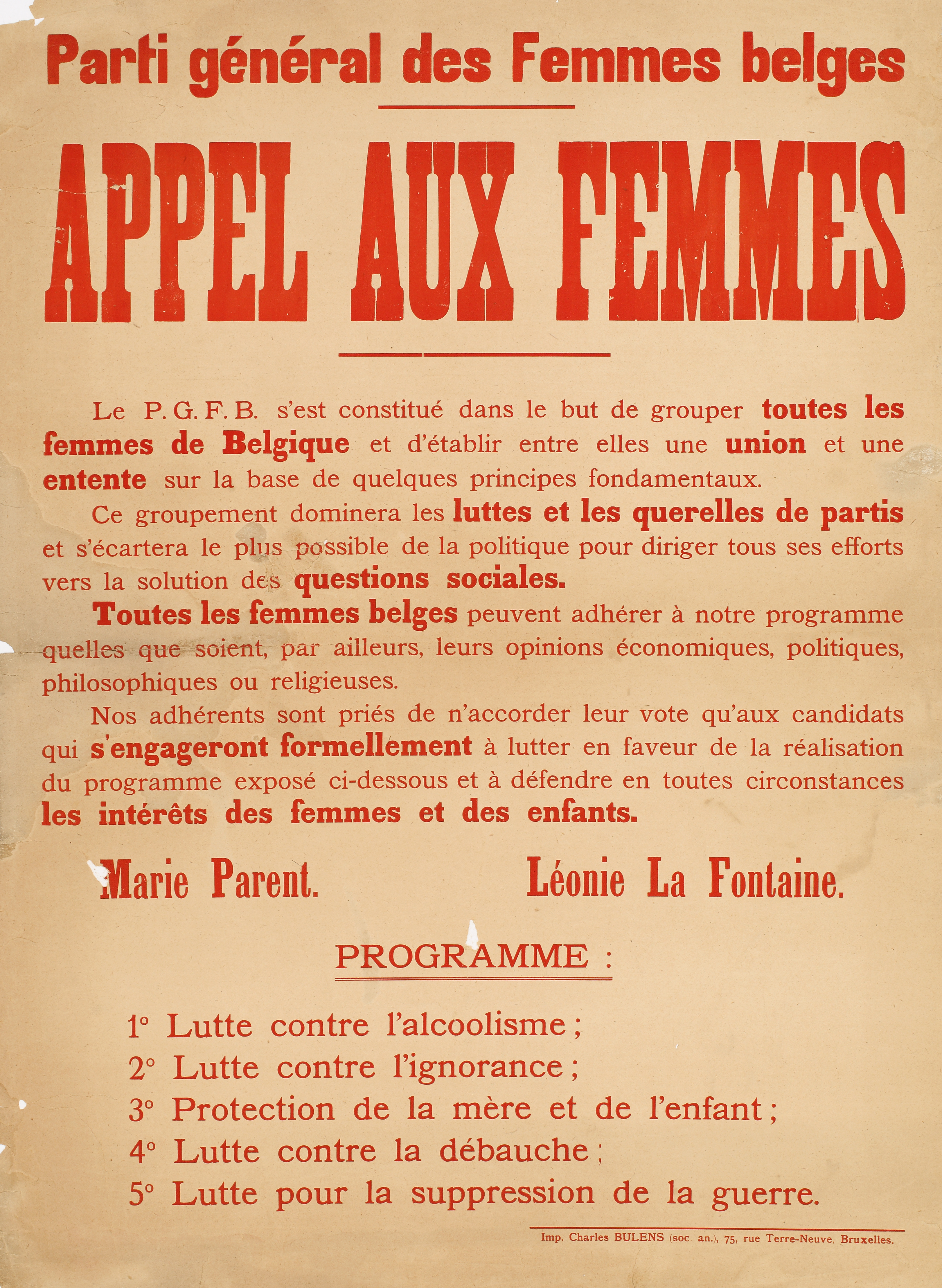
Affiche du Parti général des femmes belges - « Appel aux femmes » (1921).

Après la Première Guerre mondiale, les femmes belges, bien qu'ayant massivement participé à l'effort de guerre, ne disposent toujours pas du suffrage universel. L'article 2 de la loi du 9 mai 1919 accorde le droit de vote, pour la Chambre et le Sénat « aux veuves non remariées des militaires et des victimes de la guerre ainsi qu'aux citoyens tués par l'ennemi ou, à leur défaut, aux mères de ces victimes et aux femmes condamnées à la prison pendant la guerre pour des motifs d'ordre patriotique ». En 1921, après avoir obtenu le droit de vote et d'éligibilité aux élections communales, les femmes deviennent éligibles à la Chambre, au Sénat et au Conseil provincial. Paradoxalement, elles n'ont pas le droit de vote pour ces institutions. Lucie Dejardin, Isabelle Blume et Alice Degeer-Adère sont élues à la Chambre et Marie Spaak-Janson entre au Sénat.
À cette époque, Léonie La Fontaine lance un appel avec Marie Parent pour la création d'un Parti général des femmes belges autour des revendications féministes de lutte contre l'alcoolisme, la débauche, la guerre, l'ignorance et pour la protection de la mère et de l'enfant.

#### Pacifisme
En 1899, Léonie La Fontaine crée, au sein de la Ligue féminine, une Commission Paix et arbitrage et participe au congrès universel de la Paix à La Haye. Sur la question du pacifisme, elle ne partage pas les opinions de son frère Henri, qui accepte l'intervention armée en cas de conflit, alors qu'elle défend le principe de la paix arbitrée. À partir de 1905, elle siège au Conseil international des femmes et instaure la journée de la paix le 18 mai 1911.
Lorsque la Première Guerre mondiale éclate, elle se trouve en Suisse et se déclare hostile à ce conflit armé. Elle collabore au Bureau international féministe de renseignement en faveur des victimes de guerre et participe au congrès international des femmes pour la paix à La Haye en 1915[réf. nécessaire].
Après la guerre, elle s'investit dans la Ligue internationale des femmes pour la paix et la liberté et devient membre du Comité mondial des femmes contre la guerre et le fascisme. Dans les années 1930, elle soutient les Républicains espagnols dans leur lutte contre le fascisme.

### Mort
Léonie La Fontaine meurt le 26 janvier 1949, l'année où les femmes belges votent pour la première fois, après que le suffrage universel leur ait été étendu en 1948. Elle n'aura elle-même jamais voté. Elle est inhumée au cimetière de Bruxelles à Evere.

## Hommage
L'Université des Femmes, association francophone pour la promotion des études en genre (gender studies) en Belgique a nommé sa bibliothèque en son honneur Bibliothèque Léonie La Fontaine.
Depuis son décès, un fonds consacré au féminisme à part entière a été créé au sein même des collections du Mundaneum.